# Луї Перго
Луї́ Емі́ль Венса́н Перго́ (фр. Louis Émile Vincent Pergaud, 22 січня 1882, Бельмон (Ду), Франція — 8 квітня 1915, Маршевіль-ан-Вуавр або ж Френ-ан-Вуавр, Франція) — французький прозаїк, поет і педагог, лауреат Гонкурівської премії (1910) за роман «Від Лиса до Сороки».

## Біографія
Луї Перго народився в Бельмоні (Ду), недалеко від Безансона, що у Франш-Конте. Його батько, Елі Перго (1852 — 20 лютого 1900), був парохіяльний учитель з 1877 року. 1879-го одружився з Ноемі Коллетт (1850 — 21 березня 1900), селянкою з того ж муніципалітету. Луї мав двох братів — П'єра (1880—1880) і Люсьєна Амеде (1883–1973).

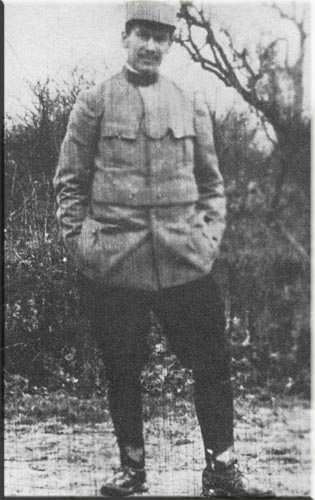
Луї Перго на фронті Першої світової війни

У зв'язку з переведенням батька на нову роботу з 1889 року Луї Перго жив у селі Нан-су-Сент-Анн, а з 1891-го — в селі Гюїан-Венн.
1894 року Луї Перго закінчив початкову школу, і його першим із 85 кандидатів приймають у середню школу в Оршам-Венні.
У виборі професії Луї Перґо взяв приклад із батька: здобувши середню освіту, він у липні 1898-го подав відмінну роботу на вступ до Безансонської нормальної школи і, як перший у конкурсі абітурієнтів, став студентом. У лютому — березні 1900 року втратив обох батьків. 30 липня 1901 року Луї, третій за успішністю у своєму випуску, закінчив Нормальну школу й дістає призначення на посаду шкільного вчителя в Дюрні (Ду). На початку жовтня 1901 року він став до роботи. Наступного року Луї Перго призвали до армії. У Бельфорі він відслужив, як людина з освітою, тільки рік і у 1902-му повернувся до Дюрна.
1903 року Луї одружився з Мартою Каффо, що вчителювала в сусідньому селі Ла-Бареш. У квітні 1904 року він з допомогою бельфорського приятеля — поета Леона Дебеля, опублікував свою першу збірку віршів — «Зірниця» (L'Aube). 16 серпня того ж року народилася дочка Жизель і в листопаді померла. 1905-го, коли тривало відділення церкви і держави й реорганізація системи освіти, Луї Перго перевели на роботу в селі Ландресс того ж таки департаменту Ду. Проти того, щоб у селі працював відомий соціалістичними й антиклерикальними поглядами чоловік, виступав багато хто з місцевих жителів. Тим більше, що Перго не ходив до церкви й відмовлявся викладати в школі католицьку доктрину. 1906-го вийшла його друга поетична збірка «Квітнева трава» (L'Herbe d'avril), а рік по тому Луї, покинувши дружину, оселився в Парижі. Незабаром до нього приєдналася Дельфіна Дюбо. У столиці Перго працював спершу дрібним службовцем, потім учителем і старався віддавати якнайбільше часу літературній творчості. Багато його творів написано на основі спогадів про рідні краї — Франш-Конте.
1908 року він офіційно розлучився з Мартою Каффо, а в липні 1910 року одружився з Дельфіною Дюбо. Жили бідно. Ставши 8 грудня 1910 року лауреатом Гонкурівської премії й одержавши 5000 франків, Луї Перго переселився в трохи краще помешкання, ніж попереднє.
Коли почалася Перша світова війна, 3 серпня 1914 року Перго мобілізували. У чині сержанта він потрапив у 29 роту 166 піхотного полку, розташованого під Верденом. Там, на франко-німецькому фронті, точилася позиційна війна. У березні 1915 року Перго дістав звання молодшого лейтенанта. Увечері 7 квітня того ж року він дістав наказ о другій годині ночі піти в атаку на висоту 233. Атака виявилася невдалою. Під обстрілом Перго був поранений в ногу. Було темно, йшов дощ, і його не знайшли. Про дальшу долю письменника немає достовірних даних. Його тіла не виявлено. Найвірогідніше, що вранці, коли розвиднілося, німці підібрали письменника й помістили у лазареті, влаштованому в одній із будівель містечка Френ-ан-Вуавр. 8 квітня цю будівлю знищено вогнем французької артилерії.

## Творчість
Перші дві збірки поезії Перго не мали відголосу, тож молодий літератор став писати прозу, й 1910 року у видавництві «Меркюр де Франс» вийшла його книжка «Від Лиса до Сороки», що складалася з восьми оповідань про тварин і була прикметна похмурим реалізмом. За неї він дістав Гонкурівську премію. У цій роботі можна зауважити паралель між відсутністю моралі у тварин і аморальністю людей. Можна також припустити, що Перго вдався до такого засобу, будучи переконаним антимілітаристом, яким став під час своєї армійської служби в 1902 році.
Загалом прозу Перго асоціювали то з реалізмом, навіть з натуралізмом, то з модернізмом.
1911 року він випустив свою другу збірку оповідань про тварин — «Помста ворона».
1912 року вийшов роман «Війна ґудзиків». Перго описав ворогування хлопчаків із Вельрана й Лонжверна — двох сусідніх сіл. Рік у рік тривають звичайні бійки після уроків, а цього року вони набирають незвичайної форми. Починається гра у війну з чудними правилами. Після кожного з боїв переможці принижують переможених — відтинають на їхній одежі ґудзики й привласнюють як трофей. Тон оповіді спочатку гумористичний, але що далі, то тривожніший — в міру того, як до дії залучаються дорослі й стирається грань між грою і дійсністю. Цей твір став своєрідним попередником «Повелителя мух», якого Вільям Голдінг опублікував 1954 року. У «Війні ґудзиків» простежується кілька тем, розвинених в алегоричній формі. По-перше, йдеться про загальнолюдську тенденцію воювати й чинити насильство. Решта тематики пов'язана з соціально-політичним життям Третьої Французької Республіки: напружені стосунки між двома таборами — прихильників ортодоксального католицизму й антиклерикалів, реваншистські настрої в суспільстві, система освіти за методом Жуля Феррі, і таке інше.
Роман витримав понад тридцять видань, аж до 2010-х років. Його екранізовано чотири рази у франкомовному варіанті й один раз — в англомовному.
1913 року вийшов у світ «Роман про Міро, мисливського пса», написаний на матеріалі вражень автора як завзятого мисливця.
Зосібна стоїть збірка поезій «Леон Дебель: царювати» (1913). На пам'ять про свого поета-друга, що цього ж року наклав на себе руки, Перґо зібрав і видав його вірші. Написав також розлогу — на 43 сторінки — передмову.
За життя Луї Перго надруковано ще один його твір, реалістично і з хорошим гумором написаний про селян-земляків, — «Польові хлоп'ята» (1914). Всі інші вийшли у світ посмертно. Цінна — передусім своєю документальністю — передмова, яку Люсьєн Декав — близький приятель письменника, написав до його книжки «Неотеси: сільські оповідання» (1923). «Записник війни» вперше у повному обсязі вийшов 2011 року. У ньому автор занотовував події від 4 серпня 1914 до 6 квітня 1915.
У жовтні 2010 року роботи Перго стали публічним надбанням.

## Пам'ять

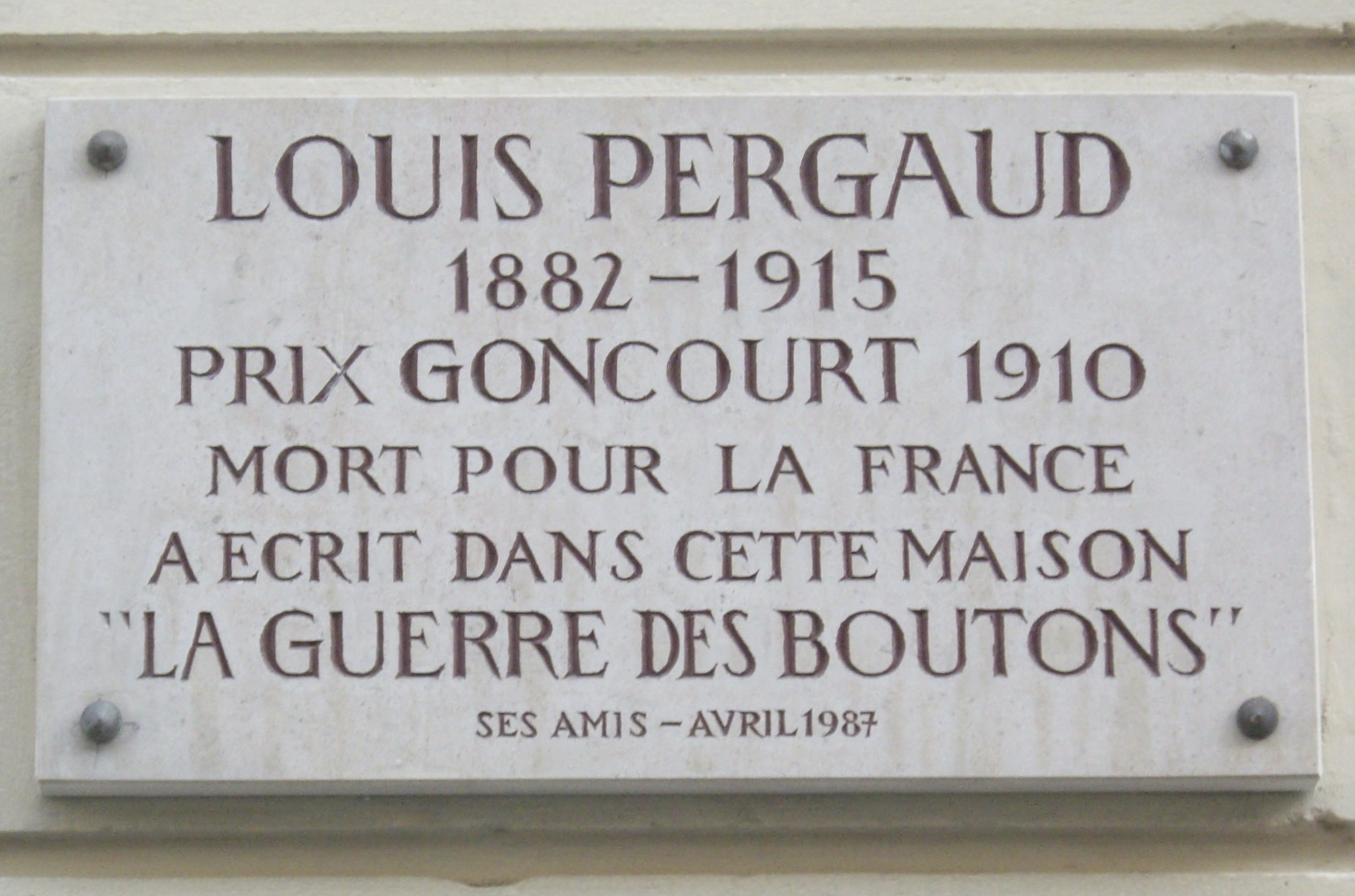
Меморіальна таблиця на будинку № 3 на паризькій вулиці Марґерен. Написано: Луї Перґо / 1882–1915 / Ґонкурівська премія, 1910 / Загинув за Францію / У цьому будинку написав / «Війна ґудзиків» / Його друзі, квітень 1987

- На честь письменника в 1953-му засновано Літературну премію Луї Перго
- Діє літературне товариство «Друзі Луї Перго» (Les amis de Louis Pergaud) з осідком у Парижі
- Іменем одного з героїв роману «Війна ґудзиків» — Малого Жібю (Le Petit Gibus) названо французький дитячий вебжурнал, ресторан у французькому місті Ландресс і готель-шале у Французьких Альпах (місто Мерібель). Кожних канікул у місті Лаваль (департамент Майєнн) виходить туристична газета для дітей і дорослих «Le Journal du P'tit Gibus».
- Іменем Луї Перго названі школи, коледжі, ліцеї, та вулиці в таких населених пунктах і департаментах:

Початкові школи
- Валанс — Дром
- Гіпава — Фіністер
- Монлюсон — Альє
- Морто — Ду
- Нант — Атлантична Луара
- Нефшато (Вогези) — Вогези (департамент)
- Ное-ле-Мін — Па-де-Кале
- Ронк — Нор (департамент)
- Сент-Ір'є-сюр-Шарант — Шаранта
- Шалабр — Од (департамент)

Коледжі
- Арк-ле-Гре — Верхня Сона
- Віллесексель — Верхня Сона
- Дозюле — Кальвадос
- Куш — Сона і Луара
- Морепа (Івлін) — Івлін
- Плессі-Робенсон — О-де-Сен
- Френ-ан-Вуавр — Мез

Ліцеї
- Безансон — Ду

Вулиці
- Париж
- Ангулем — Шаранта
- Безансон — Ду
- Бокур — Територія Бельфор
- Брон — Рона
- Валантон — Валь-де-Марн
- Віттель — Вогези
- Кротене — Жура
- Мезонз-Альфор — Валь-де-Марн
- Мейзьє — Рона
- Нальє (Вандея) — Вандея
- Нентре — В'єнна
- Планше-Ба — Верхня Сона
- Плессі-Робенсон — О-де-Сен
- Сен-Жан-де-Бре — Луаре (департамент)
- Сон (Ду) — Ду
- Шампаньє (Верхня Сона) — Верхня Сона
- Юньє — Луара

4 серпня 1921 постановлено вважати Луї Перго зниклим безвісти й зарахувати його до категорії «Загинув за Францію». Про це рішення є два записи — від 3 вересня та від 5 вересня 1921 року. Це пояснюється тим, що в першому записі помилково вказано ім'я: «Еміль Луї» замість «Луї Еміль».
На початку 1980-х мери міст Маршевіль-на-Вуаврі й Френ-на-Муаврі разом постановили звести пам'ятник Луї Перго у Френі-на-Муаврі. Задум не здійснено. 2005 року, до 90-ліття від дня загибелі письменника, поставлено пам'ятний знак — на відрізку Маршевіль-на-Вуаврі — Со-ле-Шамплон дороги D113, за 300 метрів від перехрестя з дорогою D904. На цьому знаку викарбувано слова Луїса Перґо: «Ми ще побачимо, як знову покриваються зеленню поля і зацвітають квіти»

## Фільмографія
Роман «Війна ґудзиків» екранізовано:
- 1936: La Guerre des gosses («Війна дітлахів», французький фільм. Режисер Жак Даруа)
- 1961: La Guerre des boutons («Війна ґудзиків»), французький фільм. Режисер Ів Робер — Приз Жана Віго, 1962
- 1994: The War of the Buttons («Війна ґудзиків»), ірландський фільм. Режисери Джон Робертс і Грег Фіцджеральд
- 2011: La Guerre des boutons («Війна ґудзиків»), фільм вийшов 14 вересня. Режисер Янн Самюелль
- 2011: La Nouvelle Guerre des boutons]] («Нова війна ґудзиків»), фільм вийшов 21 вересня. Режисер Крістоф Барратьє